# Bramwith Motor Company

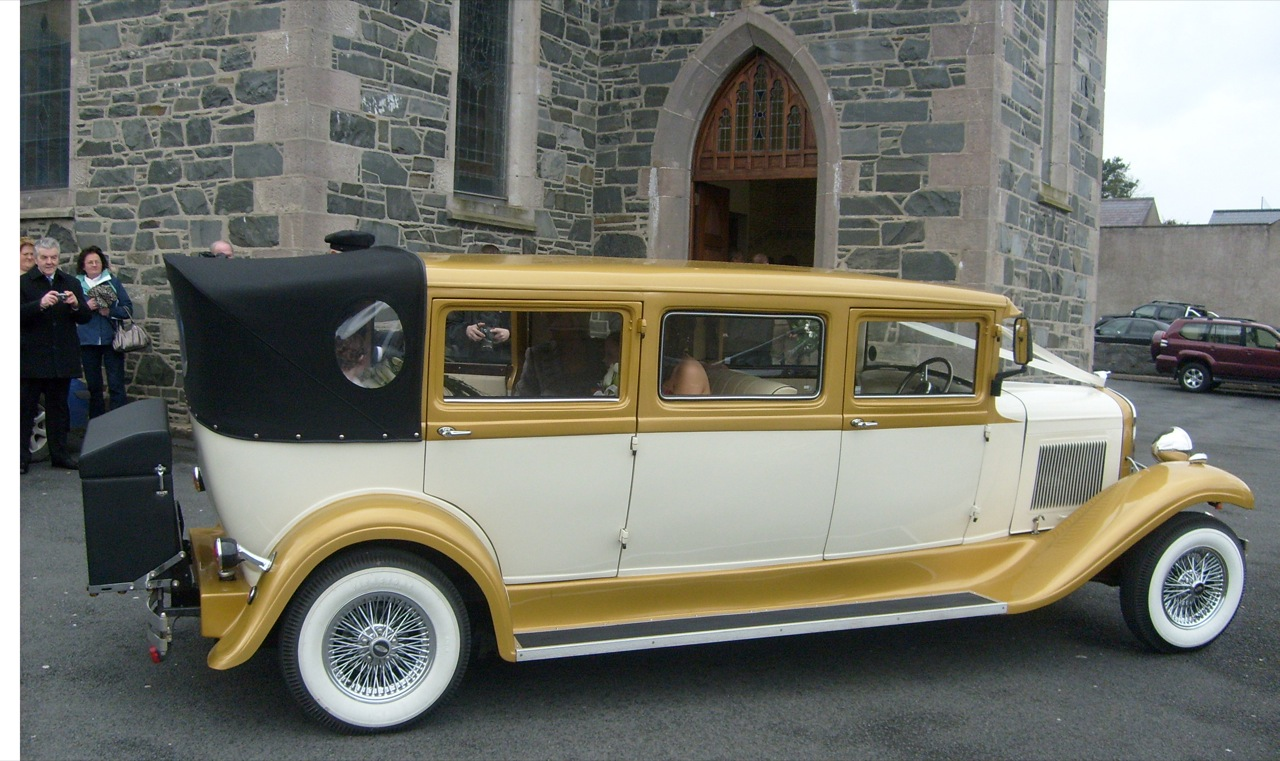
Bramwith als Landaulet

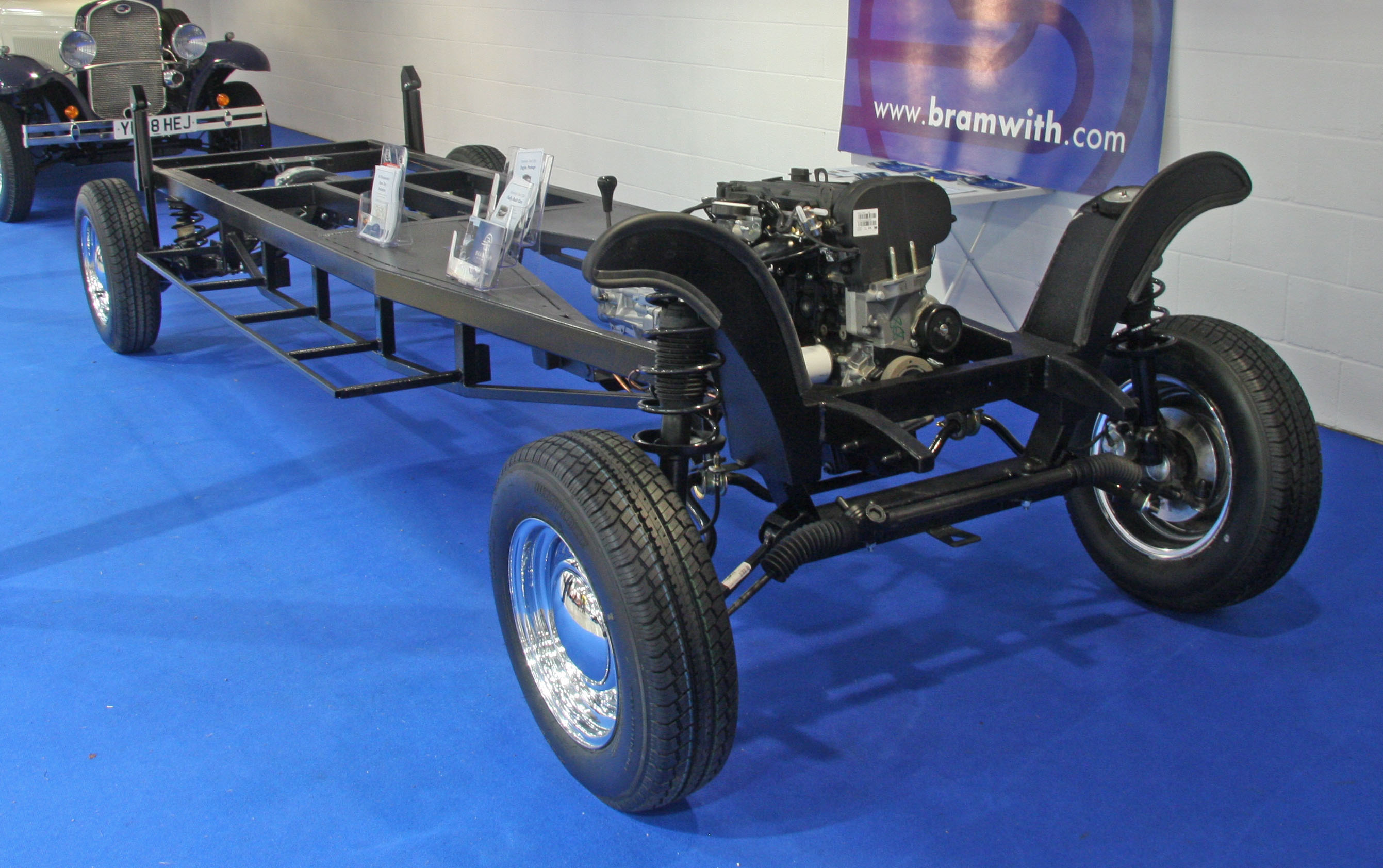
Fahrgestell

Bramwith Motor Company Limited war ein britischer Hersteller von Automobilen und eines von mehreren Unternehmen, die den Markennamen Vintage verwendeten.

## Vorgeschichte
Alan Beillby gründete 1996 das Unternehmen Heritage Vintage & Classic Vehicles, woraus später Vintage Motor Company und Vintage Replicas wurde. 1998 begann die Produktion von Automobilen, die als Vintage vermarktet wurden. 2004 übernahm Asquith Motors und gründete Asquith Vintage Classics.

## Unternehmensgeschichte
Bramwith Motor Company wurde am 23. Mai 2007 gegründet. Matthew Dowd war der Direktor und Alan Edward Beilby Sekretär. Der Sitz war entweder in Doncaster oder in Cleckheaton. Beilby verließ am 1. September 2007 das Unternehmen. Richard Andrew Byrne wurde am 14. April 2008 ebenfalls Direktor. Am 29. Oktober 2008 zog sich Matthew Dowd zurück. Am 22. Mai 2009 wurde Matthew O. Dowd kurzzeitig Direktor. Am 5. Juli 2009 zog sich Byrne zurück. Ian Michael Sykes wurde am 7. September 2009 neuer Direktor. 2010 endete die Produktion. Bis dahin entstanden 125 Fahrzeuge.
AWS Limited aus Ellesmere Port übernahm 2010 Reste vom Unternehmen und setzte die Produktion fort.
Der Markenname blieb unverändert. Daraus wurde 2013 Branford Motor Company Limited aus Ness.

## Fahrzeuge
Im Angebot standen Fahrzeuge im Stile der 1930er Jahre. Die Fahrzeuge ähnelten dem Ford Modell A aus der Zeit von 1928 bis 1931. Der Badsworth war ein Landaulet. Barnsdale und Bramwith waren Limousinen. Die zum Teil besonders langen Karosserien boten Platz für sieben bis acht Personen. Die Fahrzeuge wurden häufig zu Hochzeitsfahrten eingesetzt. Der Ryecroft war ein viertüriger Tourenwagen.
Der Branton war ein Kastenwagen und der Skelbrooke ein Pick-up.